# Sandra Speichert

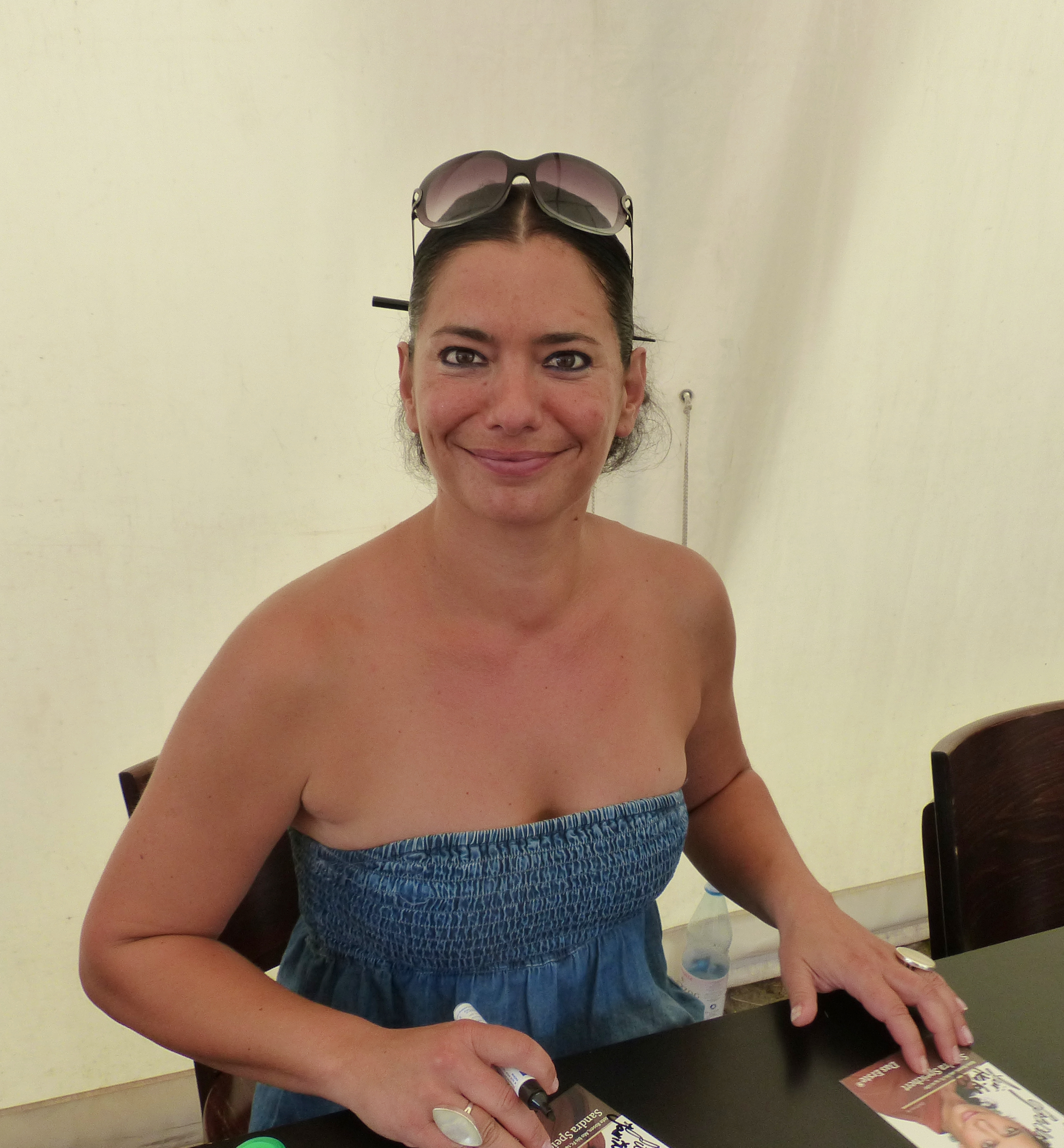
Sandra Speichert bei der Autogrammstunde des Rote-Rosen-Fantages 2013, am 28. Juli 2013

Sandra Speichert (* 22. Januar 1971 in Basel, Schweiz) ist eine deutsche Schauspielerin.

## Leben
Sandra Speichert wurde als Tochter deutscher Eltern aus Lörrach in Basel geboren und wuchs in den Niederlanden, Belgien und Frankreich auf. Sie lebte ab ihrem fünften Lebensjahr in Frankreich. Sie spricht neben Deutsch, Französisch und Englisch auch Spanisch, Flämisch und Schweizerdeutsch. Speichert hat einen Bruder und wurde von ihrer Mutter Birgit Speichert-Röhm († 2014) gemanagt.
Bis zu ihrem 16. Lebensjahr erhielt Speichert Ballettunterricht. Am internationalen Gymnasium Saint-Germain-en-Laye legte sie 1988 ihr Abitur ab. Von 1990 bis 1992 nahm sie Schauspielunterricht am Cours Florent in Paris und trat unter anderem in La traviata, Carmen und Boléro auf. Im Marais-Viertel, in dem sie lebte, war sie seit Ende der 1980er Jahre regelmäßig auf Theaterbühnen zu finden.
Nach ihrem Fernsehdebüt 1994 in der französischen Fernsehserie Extrême Limite (dt. Titel: Die Draufgänger) bekam sie ihre erste Hauptrolle in einem Kinofilm: der französische Regisseur Claude Zidi wählte sie unter 300 Bewerberinnen für den Film Profil Bas (dt. Titel: Doppelte Tarnung) aus. Im selben Jahr bekam sie die bedeutendste Auszeichnung Frankreichs für Nachwuchsschauspieler, den Romy-Schneider-Preis, überreicht.
In Deutschland spielte Speichert 1995 in Zaubergirl von Vivian Naefe. Danach folgte ein Auftritt in Im Hof der Großen. 1995 spielte sie in Still Movin’ von Niki Stein. 1996 sah man Speichert neben Til Schweiger in dem Bernd-Eichinger-Remake von Die Halbstarken. Anfang 1998 folgte Der Campus. Die Sönke-Wortmann-Verfilmung des Bestsellers von Dietrich Schwanitz sahen über 750.000 Kinobesucher und machte Sandra Speichert einem breiten Publikum bekannt. Ein weiterer Film, den sie in diesem Jahr drehte, war Der Kuss des Killers. Außerdem holte sie 1998 Regisseur Thomas Jahn für den Kinofilm Kai Rabe gegen die Vatikankiller, in dem sie eine Filmdiva spielte.
2004 synchronisierte Speichert in der deutschen Version von Große Haie – Kleine Fische die Rotfeuerfisch-Dame Lola, die in der Originalfassung von Angelina Jolie gesprochen wird. 2005 gaben ihr Mark Keller und Heiner Lauterbach die weibliche Hauptrolle in der ProSieben-Komödie Andersrum und in der ARD-Romanze Der Zauber des Regenbogens spielte sie 2007 die weibliche Hauptrolle Lea Winter an der Seite von Erol Sander.
2011 spielte sie in der Urlaubsreihe Das Traumhotel in der Folge Tobago die Nonne Verena. Im März 2011 war sie in der Actionserie Countdown – Die Jagd beginnt in der Folge Vom Himmel gefallen zu sehen. Von 2012 bis 2013 war Speichert als Vera Christiansen in der ARD Telenovela Rote Rosen in der weiblichen Hauptrolle der neunten Staffel zu sehen. In der Ausgabe von September 2014 des Playboy-Magazines erschien Sandra Speichert auf dem Titelblatt und in einer Fotoserie im Innenteil.

### Privatleben
Mit dem deutschen Regisseur Bernd Böhlich, mit dem sie 1999 den Fernseh-Fünfteiler Sturmzeit gedreht hatte, hat Speichert Zwillinge, einen Sohn und eine Tochter (* Dezember 2000). Noch während der Schwangerschaft trennte sie sich von Böhlich. Sie lebte mit ihren Kindern vornehmlich bei ihrer Mutter in Nizza, später in Berlin.

## Filmografie (Auswahl)
Kinofilme
- 1993: Doppelte Tarnung (Profil Bas)
- 1995: Dans la Cours des Grands
- 1997: Still Movin’
- 1998: Der Campus
- 1998: Kai Rabe gegen die Vatikankiller
- 2000: No Taboo
- 2004: Große Haie – Kleine Fische (Synchronstimme)

Fernsehfilme
- 1995: Adrien Lesage: Ma fille est impossible
- 1995: La Rivière Espérance
- 1995: Zaubergirl
- 1996: Adrien Lesage: Un Week-end en Bourgogne
- 1996: Kreis der Angst
- 1996: Die Halbstarken
- 1998: Der Kuss des Killers
- 1999: Der Hurenstreik – Eine Liebe auf St. Pauli
- 1999: Die Singlefalle – Liebesspiele bis in den Tod
- 1999: Versprich mir, dass es den Himmel gibt
- 1999: Die Diebin
- 1999: Sturmzeit (fünfteilig)
- 2000: Frucht der Gewalt
- 2001: Scheidung mit Hindernissen
- 2002: Zwischen Himmel und Erde
- 2002: Tödliches Rendezvous – Die Spur führt nach Palma
- 2003: Rotlicht – Im Dickicht der Großstadt
- 2003: Gelübde des Herzens
- 2004: Ein Mann für den 13ten
- 2004: Zwei Männer und ein Baby
- 2004: Liebe ist die beste Medizin
- 2005: Andersrum
- 2007: Ich leih’ mir eine Familie
- 2007: Martin Paris – Magier des Verbrechens
- 2007: Liebe ist das schönste Geschenk
- 2007: Der Zauber des Regenbogens
- 2009: Barbara Wood – Karibisches Geheimnis
- 2018: Katie Fforde – Mama allein zu Haus

Fernsehserien
- 1992: Premiers baisers (zwei Episoden)
- 1994: Die Draufgänger (Extrême Limite, neun Episoden)
- 1997: Rosamunde Pilcher: Die zweite Chance
- 1997: Tales of the South Sea (Gastauftritt)
- 1998: Les Marmottes
- 1998: Schimanski – Geschwister
- 1999: Vertiges (eine Episode)
- 2001: Largo Winch – Gefährliches Erbe (Largo Winch, eine Episode)
- 2007: Mitten im Leben (neun Episoden)
- 2007: Les Bleus (sieben Episoden)
- 2008: Collection Fred Vargas (eine Episode)
- 2008: Lilly Schönauer  – Und dann war es Liebe
- 2010: Polizeiruf 110 – Schatten
- 2011: Das Traumhotel – Tobago
- 2011: Countdown – Die Jagd beginnt (eine Episode)
- 2011: SOKO Stuttgart (eine Episode)
- 2012: In aller Freundschaft (Folge 570 – Vertrauen)
- 2012–2013: Rote Rosen (200 Episoden)
- 2015: SOKO München (Episode: Chaos im Kopf)
- 2015: Dr. Klein (Episode: Schein und Sein)
- 2016: Notruf Hafenkante (Episode: Vorsicht Vergangenheit)
- 2016: Heiter bis tödlich – Akte Ex (mehrere Episoden)